# Klara Noack
Klara Noack (* 12. Juni 1873 in Klein Krauschen b. Bunzlau, Schlesien; † 29. Oktober 1962 in Dresden) war eine sozialdemokratische Politikerin. 
1911 fiel Noack zum erst Mal politisch dadurch auf, dass sie sich bei einer Frauentagsfeier als „Rädelsführerin“ engagierte und daraufhin gerichtlich verurteilt wurde. Während der Novemberrevolution 1918 war Noack Mitglied im Vereinigten revolutionären Arbeiter- und Soldatenrat Groß-Dresden. Nach dem Ersten Weltkrieg war Noack eine von nur zwei Frauen im Reichsrätekongress, in dem 496 Delegierte über die zukünftige Staats- und Regierungsform des Deutschen Reiches bzw. der Weimarer Republik abstimmten. Sie war Vertreterin der MSPD und damit der parlamentarischen Republik.  
Anschließend wurde sie 1919 als eine von zehn Frauen zur Stadtverordneten in Dresden gewählt. Bis zur Machtübernahme der Nationalsozialisten gehörte sie der SPD-Fraktion im Stadtverordnetenkollegium ununterbrochen an und war dort Mitglied des Prüfungs-, Wahl- u. a. Ausschüsse.  Ihr Mandat musste sie aus der sog. Schutzhaft heraus am 1. April 1933 niederlegen. Zu ihrer politischen Arbeit gehörte z. B. ein dringlicher Antrag auf Erhöhung der Erwerbslosenunterstützung 1924. 1930 engagierte sie sich in der Verbandsversammlung des Gemeindeverbandes zur Sicherung des stiftungsgemäßen Fortbetreibens der Kinderheilanstalt Dresden.
Nach der NS-Zeit war sie 1945/46 Frauenleiterin in den Kommunalen Frauenausschüssen Dresdens und 1946 wieder Stadtverordnete.